# Johann von Staupitz
Johann von Staupitz (født omtrent 1465, død 28. december 1524) var en tysk teolog.
Staupitz var generalvikar for Augustinereremitterne, i hvis kloster i Erfurt Luther 1505 blev optaget. Staupitz var af adelig slægt og velanskrevet hos kurfyrst Frederik den Vise. Han var ikke nogen fremragende teolog, men en betydelig personlighed, og han øvede en stor indflydelse på ungdommen. I 1502 medvirkede han ved indretningen af universitetet i Wittenberg og blev selv professor dér, hvilken stilling han beklædte indtil 1512. På Luther fik han en stor religiøs indflydelse under dennes første år i klosteret, og han hjalp Luther ud af hans tunge tanker. Dog var Staupitz langtfra nogen reformatorisk natur, og da Luthers evangeliske syn udfoldede sig, kunne han ikke følge med. Personligt samkvem vedblev der imidlertid at være mellem Staupitz og Luther. 